# Baggiolara
La Baggiolara è una pista sciistica del Comprensorio del Cimone, situata in località Le Polle, nel comune di Riolunato, in Italia.

## Caratteristiche
Il punto di partenza della pista, alla quale è possibile accedervi attraverso la seggiovia 6 posti Le Polle-Valcava e un breve raccordo di 500 metri che corre per il fianco della montagna, è anche punto di intersezione con la Baggiolara II. In passato c'era uno skilift che da Le Polle saliva fino all'inizio della pista, fu tolto negli anni novanta perché di una pendenza esagerata. Adesso sull'antico percorso dello skilift c'è la pista nera Del Lago. 
La Baggiolara è di difficoltà media (colore rosso) e per tutto il suo percorso tende a curvare a semicerchio, prima dirigendosi verso sud-ovest, quindi a sud-est. La pendenza si mantiene pressoché uguale (se si eccettua il tratto del muro, a circa un kilometro dopo la partenza) fino al tratto finale. Un falsopiano la ricollega agli impianti di risalita de Le Polle.